# 高本研一
高本 研一（たかもと けんいち、1926年7月25日 - 2010年10月30日）は、日本のドイツ文学者、翻訳家。東京都立大学名誉教授。

## 略歴
埼玉県生まれ。東京大学独文科卒。新潟大学助教授をへて都立大学教授。ギュンター・グラスの翻訳者として知られる。
2010年10月30日、老衰で死去。84歳没。

## 翻訳
- 『現代文学 文学史に代えて』（ヴァルター・イエンス、川村二郎, 鈴木武樹, 円子修平, 中野孝次, 岩淵達治共訳、紀伊国屋書店） 1961
- 『赤毛の女』（アルフレート・アンデルシュ、白水社） 1964
- 『変身』（カフカ、三修社、ドイツの文学） 1966
- 『小説の理論』（ルカーチ、大久保健治, 藤本淳雄共訳、白水社、ルカーチ著作集2） 1968
- 『郷愁』（ヘッセ、集英社、世界文学全集） 1973
- 『ガリチア物語』（マゾッホ、桃源社、マゾッホ選集3） 1976
- 『ヨーロッパ文学評論集』（E・R・クルツィウス、川村二郎, 円子修平, 小竹澄江, 松浦憲作共訳、みすず書房） 1991

### ギュンター・グラス
- 『ブリキの太鼓』（ギュンター・グラス、集英社、世界文学全集） 1967、のち文庫
- 『猫と鼠』（グラス、集英社、現代の世界文学） 1968、のち文庫
- 『自明のことについて』（ギュンター・グラス、宮原朗共訳、集英社） 1970
- 『局部麻酔をかけられて』（ギュンター・グラス、集英社、現代の世界文学） 1972
- 『蝸牛の日記から』（ギュンター・グラス、集英社、現代の世界文学） 1976
- 『ひらめ』（ギュンター・グラス、宮原朗共訳、集英社） 1981
- 『テルクテの出会い』（ギュンター・グラス、集英社、現代の世界文学） 1983
- 『ドイツ統一問題について』（ギュンター・グラス 中央公論社） 1990
- 『鈴蛙の呼び声』（ギュンター・グラス、依岡隆児共訳、集英社） 1994
- 『女ねずみ』（ギュンター・グラス、依岡隆児共訳、国書刊行会） 1994
- 『ギュンター・グラスの40年 仕事場からの報告』（斎藤寛共訳、法政大学出版局） 1996